# ایزابلا لئونگ
ایزابلا لئونگ (به انگلیسی: Isabella Leong) (زاده ۲۳ ژوئن ۱۹۸۸) بازیگر چینی است.
از فیلم‌های معروف او می‌توان به بازی در فیلم جوخه اژدها و مومیایی: مقبره امپراتور اژدها اشاره کرد.